# Fitton End
Fitton End – przysiółek w Anglii, w Cambridgeshire, w dystrykcie Fenland, w civil parish Newton. Leży 34 km od miasta Ely, 53,7 km od miasta Cambridge i 131,7 km od Londynu. Miejscowość liczyła 70 mieszkańców.